# Liste der Präsidenten Kubas

## Präsidenten derRepublik in Waffen(1869–1898)
(República en Armas, während der spanischen Kolonialherrschaft)
| Regierungszeit          | Präsident                    |
| ----------------------- | ---------------------------- |
| 1869–1873               | Carlos Manuel de Céspedes    |
| 1873–1875               | Salvador Cisneros Betancourt |
| 1875–1876               | Juan Bautista Spotorno       |
| 1876–1877               | Tomás Estrada Palma          |
| 1877 (Oktober–Dezember) | Francisco Javier de Céspedes |
| 1877–1878               | Vicente García González      |
| 1878 (März–Mai)         | Manuel de Jesús Calvar       |
| 1895–1897               | Salvador Cisneros Betancourt |
| 1897–1898               | Bartolomé Masó               |

## Präsidenten der Republik Kuba (1902–1976)
spanisch Presidente de la República de Cuba
| Regierungszeit            | Präsident |
| ------------------------- | --- |
| 1902–1906                 | Tomás Estrada Palma |
| 1909–1913                 | José Miguel Gómez |
| 1913–1921                 | Mario García Menocal |
| 1921–1925                 | Alfredo Zayas y Alfonso |
| 1925–1933                 | Gerardo Machado y Morales |
| 1933 (August–September)   | Carlos Manuel de Céspedes y Quesada |
| 1933 (5.–10. September)   | La Pentarquía (Die Herrschaft der Fünf) Kollegiale Präsidentschaft von Ramón Grau San Martín, Guillermo Portela, José Miguel Irizarri, Sergio Carbó und Porfirio Franca |
| 1933–1934                 | Ramón Grau San Martín |
| 1934 (Januar)             | Carlos Hevia y de los Reyes-Gavilán |
| 1934 (18.1., 6:00–12:00h) | Manuel Márquez Sterling |
| 1934–1935                 | Carlos Mendieta y Montefur |
| 1935–1936                 | José Agripino Barnet y Vinagres |
| 1936 (Mai–Dezember)       | Miguel Mariano Gómez |
| 1936–1940                 | Federico Laredo Brú |
| 1940–1944                 | Fulgencio Batista y Zaldívar |
| 1944–1948                 | Ramón Grau San Martín (zum zweiten Mal) |
| 1948–1952                 | Carlos Prío Socarrás |
| 1952–1959                 | Fulgencio Batista y Zaldívar (zum zweiten Mal, nach Militärputsch) |
| 1959 (1. bis 2. Januar)   | Anselmo Alliegro y Milá (geschäftsführend) |
| 1959 (Januar–Juli)        | Manuel Urrutia Lleó |
| 1959–1976                 | Osvaldo Dorticós Torrado |

## Präsident des Staatsrates der Republik Kuba (1976–2019)
spanisch Presidente de los Consejos de Estado y de Ministros de la República de Cuba
| Regierungszeit                      | Präsident         |
| ----------------------------------- | ----------------- |
| 1976–2008                           | Fidel Castro Ruz  |
| 2008–2018                           | Raúl Castro Ruz   |
| 19. April 2018 bis 10. Oktober 2019 | Miguel Díaz-Canel |

## Präsident der Republik Kuba (seit 2019)
spanisch Presidente de la República de Cuba
| Regierungszeit            | Präsident         |
| ------------------------- | ----------------- |
| seit dem 10. Oktober 2019 | Miguel Díaz-Canel |